# Allacapan
Allacapan es un municipio filipino de tercera categoría perteneciente a  la provincia de Cagayán.

## Geografía
Tiene una extensión superficial de 306.80 km² y según el censo del 2007, contaba con una población de 29,821 habitantes, 31,662  el día primero de mayo de 2010

### Barangayes
Abulug se divide administrativamente en 27 barangayes o barrios, 25 de  carácter rural y dos, correspondientes su capital, urbanos.
| - Bessang - Binobongan - Bulo - Burot - Capagaran (Brigida) - Capalutan - Capanickian Norte - Capanickian Sur - Cataratan - Centro East (Pob.) - Centro West (Pob.) - Daan-Ili - Dagupan - Dalayap | - Gagaddangan - Iringan - Labben - Maluyo - Mapurao - Matucay - Nagattatan - Pacac - San Juan (Maguininango) - Silangan - Tamboli - Tubel - Utan |